# 프라이데이 나이트 펑킨
《프라이데이 나이트 펑킨》(영어: Friday Night Funkin', 약칭: 프나펑)은 뉴그라운즈에서 공개된 비디오 게임이다. 오픈 소스 게임으로 아파치 라이선스 2.0이다. 출시 초기 대한민국 인터넷에서 "프라이데이 나이트 펌킨"으로 게임명이 잘못 알려졌으나, 이후 점차 "프라이데이 나이트 펑킨"으로 바로잡았다. 줄여서 프나펑, 프펑킨, FNF 등으로 불린다.
주인공 "남자친구(BF)"와 "여자친구(GF)"가 상대와 랩 배틀을 하는 게임으로 또 다른 리듬게임이다. "파라파 더 래퍼"와 유사하다.

## 플레이
게임 형식은 전형적인 DDR의 형태이며 키보드의 타이핑 화살표 4개와 특정한 배열의 자판을 적절한 타이밍에 누르는 리듬게임이다.
만약 여러 번 틀릴 경우, 체력 바가 깎인다.
만약 이 체력 바가 모두 소진된다면 게임 오버 된다. 체력바가 끝이면 목숨 한 개를 준다.

## 사운드 트랙

### Vol.1
| #   | 제목                                         | 재생 시간 |
| --- | -------------------------------------------- | --------- |
| 1.  | 〈Gettin' Freaky〉 (타이틀 음악)             | 2:41      |
| 2.  | 〈Tutorial〉                                 | 1:07      |
| 3.  | 〈Bopeebo〉                                  | 1:22      |
| 4.  | 〈Fresh〉                                    | 1:24      |
| 5.  | 〈Dad Battle〉                               | 1:27      |
| 6.  | 〈Spookeez〉                                 | 1:40      |
| 7.  | 〈South〉                                    | 1:29      |
| 8.  | 〈Pico〉                                     | 1:25      |
| 9.  | 〈Philly Nice〉 (인게임에서는 Philly로 표기) | 1:42      |
| 10. | 〈Blammed〉                                  | 1:48      |
| 11. | 〈Satin Panties〉                            | 1:37      |
| 12. | 〈High〉                                     | 1:46      |
| 13. | 〈MILF〉                                     | 2:05      |
| 14. | 〈Cocoa〉                                    | 1:56      |
| 15. | 〈Eggnog〉                                   | 1:35      |

### Vol.2
| #   | 제목                                                                          | 재생 시간 |
| --- | ----------------------------------------------------------------------------- | --------- |
| 1.  | 〈Give a Lil Bit Back〉 (인게임 미사용 음악)                                  | 2:38      |
| 2.  | 〈Senpai〉                                                                    | 1:48      |
| 3.  | 〈Roses〉                                                                     | 1:33      |
| 4.  | 〈Thorn〉                                                                     | 1:47      |
| 5.  | 〈Ugh〉                                                                       | 1:28      |
| 6.  | 〈Guns〉                                                                      | 2:21      |
| 7.  | 〈Stress〉                                                                    | 2:06      |
| 8.  | 〈Klaskii Romper〉 (Week 7 컷신, 공식 홈페이지의 탱크맨 시리즈를 끝낼때 사용) |           |
| 9.  | 〈Monster〉 (Week 2 3페이즈 삽입곡,)                                          | 2:58      |
| 10. | 〈Winter Horrerland〉 (Week 5 3페이즈 삽입곡)                                 | 2:13      |

## 제작
루덤 데어 측에 출품되었던 Week 1의 데모판은 흥행하였으며, 정식 게임 출시에 대한 많은 요청을 받았고, Ninjamuffin99는 이미 해당 게임을 정식으로 제작할 것으로 계획하였다고 밝혔다.
Ninjamuffin99는 2020년 11월 1일 뉴그라운즈의 신 버전을 게시하여 새 화면 등의 다수의 기능을 업데이트했다. 다양한 기능과 새로운 Week, 오류 수정 등의 업데이트로 게임에 대한 관심이 폭발했고 빠르게 흥행하기 시작했다.
Week 7은 다른 Week와는 다르게 뉴그라운즈에서 테스트 버전으로 출시되었고, 트래픽 증가로 인해 서버에 문제가 생겨 며칠 동안 접속할 수 없었다. 7주차 이후 주간 단위로 이루어지는 일시적 업데이트를 중단했으며, 대신 개발 팀은 유료 버전 개발에 집중하기로 하였다.
유료 버전에는 4가지의 플레이어블 캐릭터들이 추가 될 계획이며, 많은 Week가 새롭게 업데이트되고 특정 버그들도 수정될 예정이다.

## 킥스타터 캠페인
2021년 4월 초, 개발자가 2021년 4월 말까지 완성본을 제작하기로 발표했다. 동년 4월 18일, "Friday Night Funkin': The Full Ass Game"이라는 이름으로 게임의 정식 버전 제작을 위한 킥스타터가 출시되었으며 몇 시간 만에 목표 60,000달러에 도달했다.

풀버전 제작을 위한 킥스타터 모금 홈페이지에서 풀 버전을 출시하면 유료화가 진행될 것, 뉴그라운즈의 운영자 톰 펄프가 개발하고 1999년에 공개된 플래시 게임 "피코의 학교"(영어: pico's School)를 리메이크할 것, 본 작품의 타 제작사에게 의뢰를 통한
정식 애니메이션화와 PS1 기종에서의 이식, 25개의 Week의 추가를 기획하고 있다고 발표되었다. 이 중 피코의 학교 리메이크, 정식 애니메이션화, PS1 기종에서의 이식은 모금 금액 미달로 실패했으나 25개 Week의 추가는 두 기획보다 모금 금액보다 낮아 제작하는 것이 결정되었다.
여기에는 플레이어블 캐릭터 4명이 추가될수 있다고 언급되었다.
개발자는 풀버전은 유료화를 진행하며, 2022년 초에 출시될 것으로 밝혔다. 이 정식 유료 버전의 업데이트로 앞에서 언급된 대로 플레이어블 캐릭터 4명이 추가될 예정이다.

### 내용주
1. ↑  한국 시각 기준 2022년 2월 20일 팬덤의 관심으로 인한 과로 문제로 인해 개발진에서 탈퇴하기로 선언함.
2. ↑   또한, fun = 펀, kin = 킨 이라 생각하여 프라이데이 나이트 ' 펀킨 '으로 잘못 알고 있는 사람도 간혹 있다.